# Ilburnia gunnerae
Ilburnia gunnerae är en insektsart som först beskrevs av Frederick Arthur Godfrey Muir 1917.  Ilburnia gunnerae ingår i släktet Ilburnia och familjen sporrstritar. Inga underarter finns listade i Catalogue of Life.